# Питеримка
Питеримка — деревня в Грязовецком районе Вологодской области на реке Кундола.
Входит в состав Юровского муниципального образования, с точки зрения административно-территориального деления — в Минькинский сельсовет.
Расстояние до районного центра Грязовца по автодороге — 36,5 км, до центра муниципального образования Юрово по прямой — 8 км. Ближайшие населённые пункты — Филиппово, Балагурово, Бокотово.
По переписи 2002 года население — 23 человека (9 мужчин, 14 женщин). Всё население — русские.